# Мэллори, Джеймс Патрик
Джеймс Патрик Мэллори (англ. James Patrick Mallory; род. 1945, Сан-Бернардино, Калифорния) — британский и американский археолог, исследователь индоевропейской проблематики, профессор Белфастского университета.

## Биография
Родился в 1945 году. Получил степень бакалавра истории в Оксидентал-колледже в Калифорнии в 1967 г., затем 3 года служил в армии США сержантом военной полиции. Защитил докторскую диссертацию по индоевропейской тематике в UCLA в 1975 году. Занимал различные должности в Университете королевы с 1977 года, стал профессором доисторической археологии этого же университета в 1998 году.
Исследования Мэллори касаются прежде всего раннего неолита и бронзового века в Европе, проблемы прародины индоевропейцев, а также археологии ранней Ирландии. Он поддерживает интеграционный подход к данным вопросам, сравнивая литературные источники, данные сравнительной лингвистики и археологии. Выступал с жёсткой критикой анатолийской гипотезы о прародине индоевропейцев, сторонником которой был барон Колин Ренфрю.
Мэллори является редактором журнала en:Journal of Indo-European Studies, который выпускает Институт изучения человека (en:Institute for the Study of Man).

## Сочинения

### Книги
- Mallory, J. P. In Search of the Indo-Europeans: Language, Archaeology and Myth (англ.). — London: Thames & Hudson[англ.], 1989. — ISBN 0500276161.
- Mallory, J. P.; T. E. McNeill. The Archaeology of Ulster (неопр.). — Belfast: Dufour Editions, 1991. — ISBN 0853893535.
- Mallory, J. P.; Adams, D. Q. (1997), Encyclopedia of Indo-European Culture, London and Chicago: Fitzroy-Dearborn, ISBN 1884964982
- Mallory, J. P.; Victor H. Mair[англ.]. The Tarim Mummies: Ancient China and the Mystery of the Earliest Peoples from the West (англ.). — London: Thames & Hudson[англ.], 2000. — ISBN 9780500051016.
- Mallory, J. P.; Adams, D. Q. (2006), The Oxford Introduction to Proto-Indo-European and the Proto-Indo-European World (PDF), USA: Oxford University Press, ISBN 978-0-19-928791-8

### Статьи
- Mallory, J. P.; R. Blench and M. Spriggs, eds. The Homelands of the Indo-Europeans (неопр.) // Archaeology and Language. — London and New York: Routledge, 1997. — Т. I. — С. 93—121.
- Mallory, J. P.; K. Jones-Bley and M. E. Huld, eds. The Indo-European homeland problem: A matter of time (англ.) // Journal of Indo-European Studies Monography : journal. — Washington, D.C., 1993. — Vol. 17. — P. 1—22.
- Mallory, J. P.; J. Jasanoff, H. Melchert, L. Oliver, eds. The Old Irish Chariot (неопр.) // Mír Curad: Studies in Honor of Calvert Watkins. — Innsbruck: Innsbrucker Beitrage zur Sprachwissenschaft, 1998. — С. 451—464.